# Świstowy Przechód (Opalony Wierch)
Świstowy Przechód (ok. 1755 m) – płytka przełączka w polskich Tatrach Wysokich, pomiędzy Świstową Czubą (1763 m) a północną granią Świstowej Kopy. Nazwa autorstwa Władysława Cywińskiego. Świstowy Przechód znajduje się w odległości około 20 m od wierzchołka Świstowej Czuby. Jest to mało wyraźne wcięcie w grani, ma jednak znaczenie topograficzne, gdyż prowadziła przez nie stara ścieżka szlaku turystycznego z Morskiego Oka do Doliny Pięciu Stawów Polskich. Było to przejście bardzo niebezpieczne, górną trawiastą i bardzo stromą częścią Żlebu Paryskiego. Zdarzały się tutaj liczne i śmiertelne wypadki (opisy w art. Świstowa Czuba). Obecnie szlak poprowadzono inaczej: od Doliny Pięciu Stawów Polskich nie dochodzi już do Świstowego Przechodu, lecz prowadzi po zachodniej stronie grani łączącej Świstową Czubę ze Świstową Kopą na szczyt tej ostatniej. Na Świstowym Przechodzie umieszczono napis „Przejście grozi śmiercią”. W zimie szlak ten jest zresztą zamknięty. Stara ścieżka jednak jeszcze nie zatarła się i wypadki tutaj nadal się zdarzają.
Obydwa stoki spod Świstowego Przechodu opadają do Doliny Roztoki. Na zachodnią stronę opada mało stromy, trawiasty stok, na wschodnią (do Żlebu Paryskiego) stok również trawiasty, ale stromy i niżej podcięty urwiskiem o wysokości około 200 m.